# 井原堤

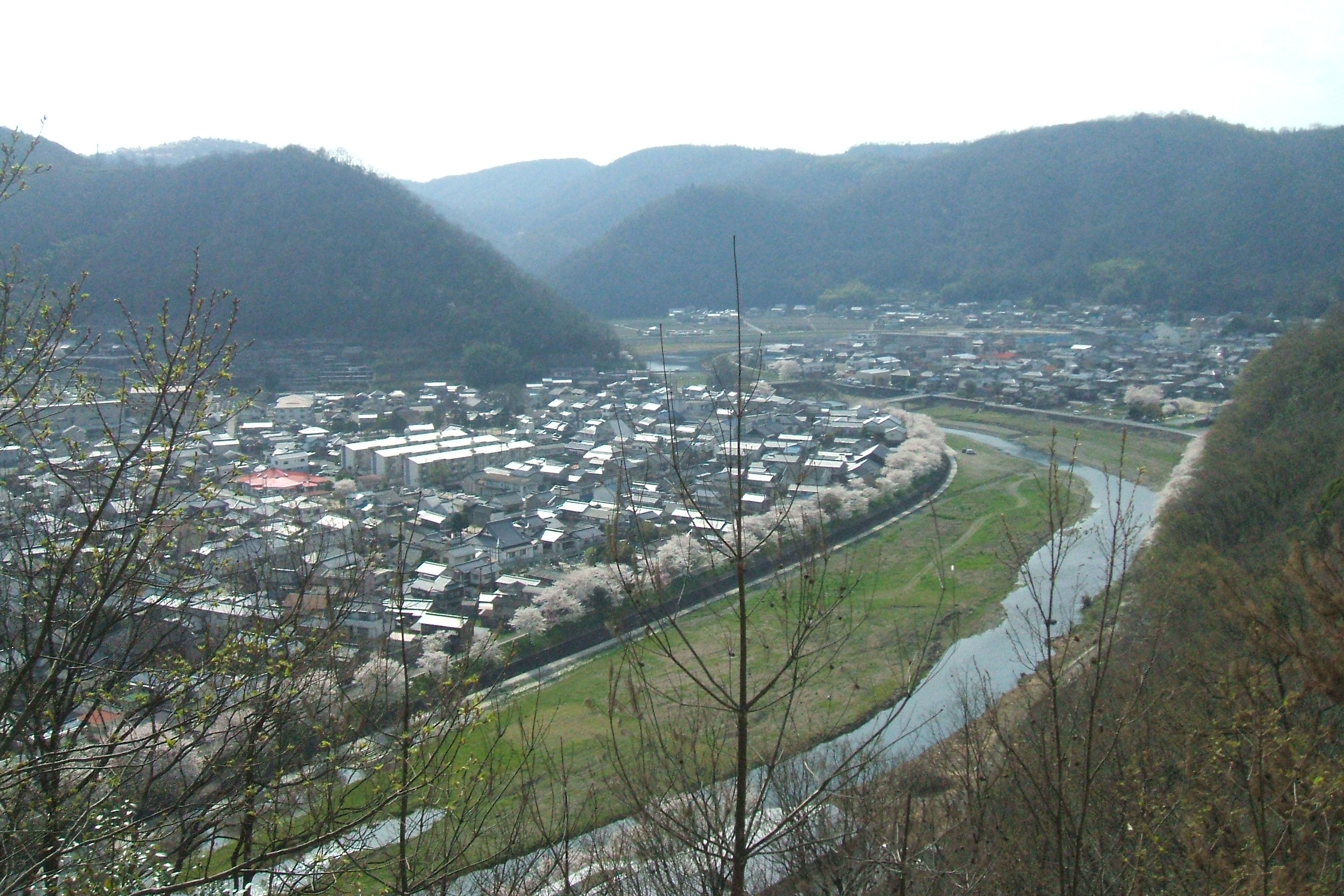
東側の高台から見た井原堤

井原堤 （いばらづつみ）は、岡山県井原市の中心部を流れる小田川の堤防のうち、桜が植えてある区間の通称であり、桜の名所である。地元民の間では「桜堤」、「桜土手」とも呼ばれている。

## 概要
井原市井原町から井原市七日市町にかけての約2kmにわたり、土手にソメイヨシノが植えられている。また、河川敷には、舞鶴公園、桜橋公園がある他、山手には対鶴公園があり、こちらも桜の名所として井原堤とともに散策ゾーンを形成している。

## 歴史
- 2010年（平成22年）4月1日 ‐ いばらサンサン交流館 開館。

## イベント

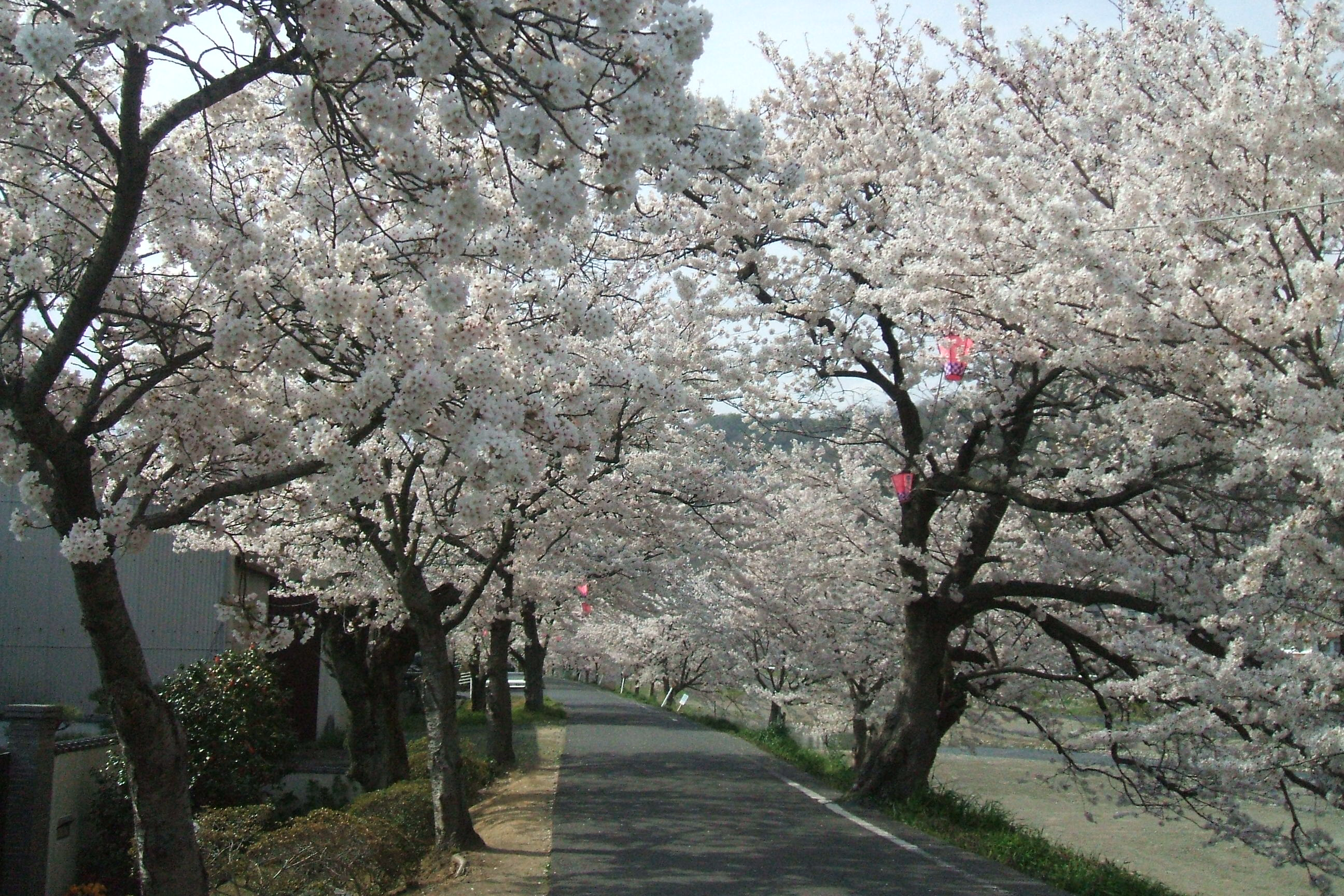
祭りの灯篭を吊り下げた井原堤の桜並木

- 井原桜まつり（開催日 毎年3月下旬～4月上旬）

## アクセス
自動車
最寄ICは、山陽自動車道笠岡ICまたは福山東IC。
小田川堤防沿い。
交通機関
最寄駅は、井原鉄道井原線 井原駅。
最寄駅より井原あいあいバス（市内循環バス）で約5分。

## 関連施設
- 舞鶴公園 （井原市井原町）
- 対鶴公園 （井原市井原町）
- 桜橋公園 （井原市井原町）
- いばらサンサン交流館 （井原市井原町）
入浴施設（井原温泉）があり、日帰り入浴可能。
- 井原児童会館 （井原市北山町）

## 井原市内のその他の桜の名所
- 相原公園 （井原市大江町）
- 芳井堤 （井原市芳井町、小田川左岸与井堤防）